# Wanderschriftanlage

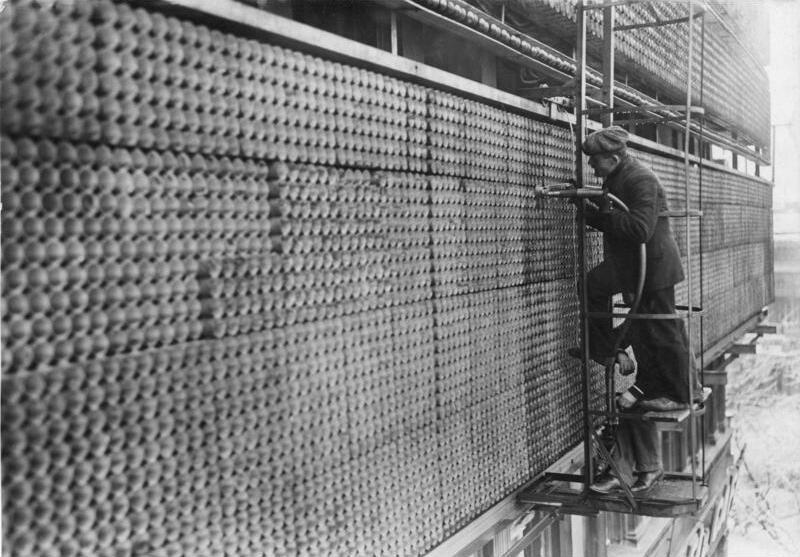
Reklame-Wanderschrift am Potsdamer Platz mit 10.000 Glühbirnen (1927)

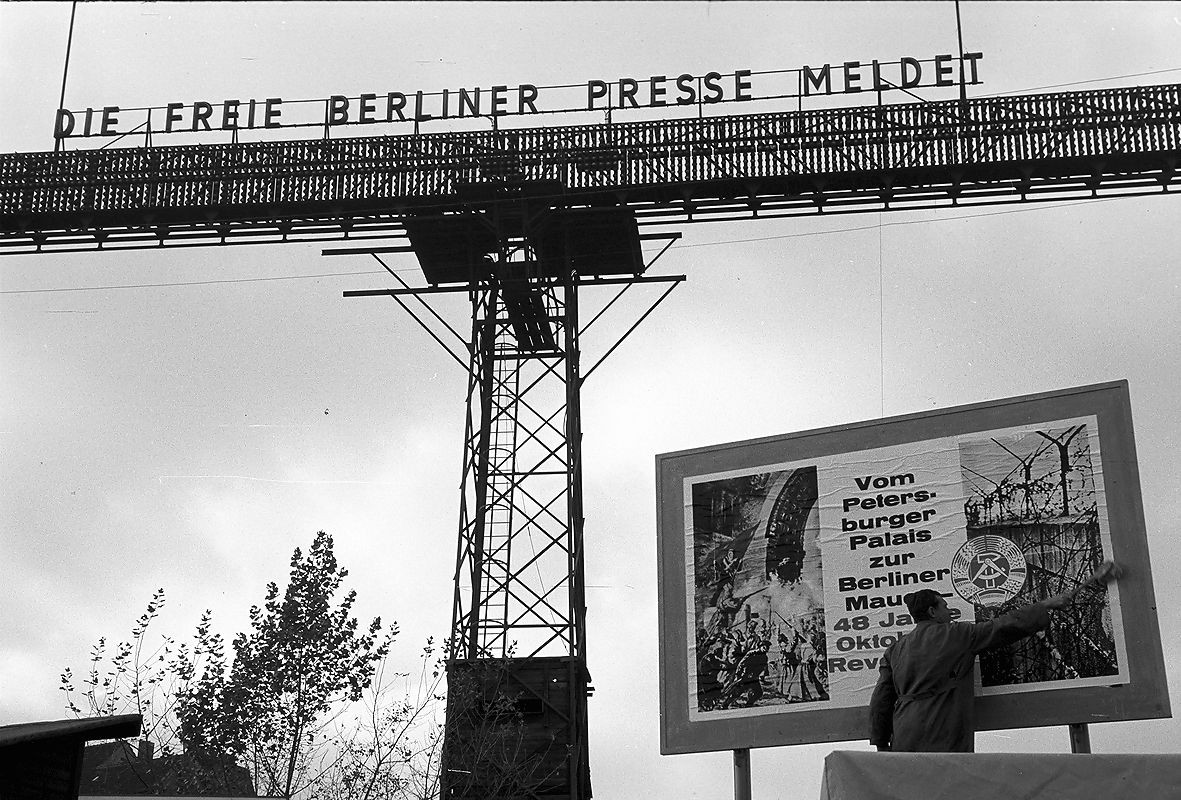
Propaganda-Leuchtschriftanlage am Potsdamer Platz (1965)

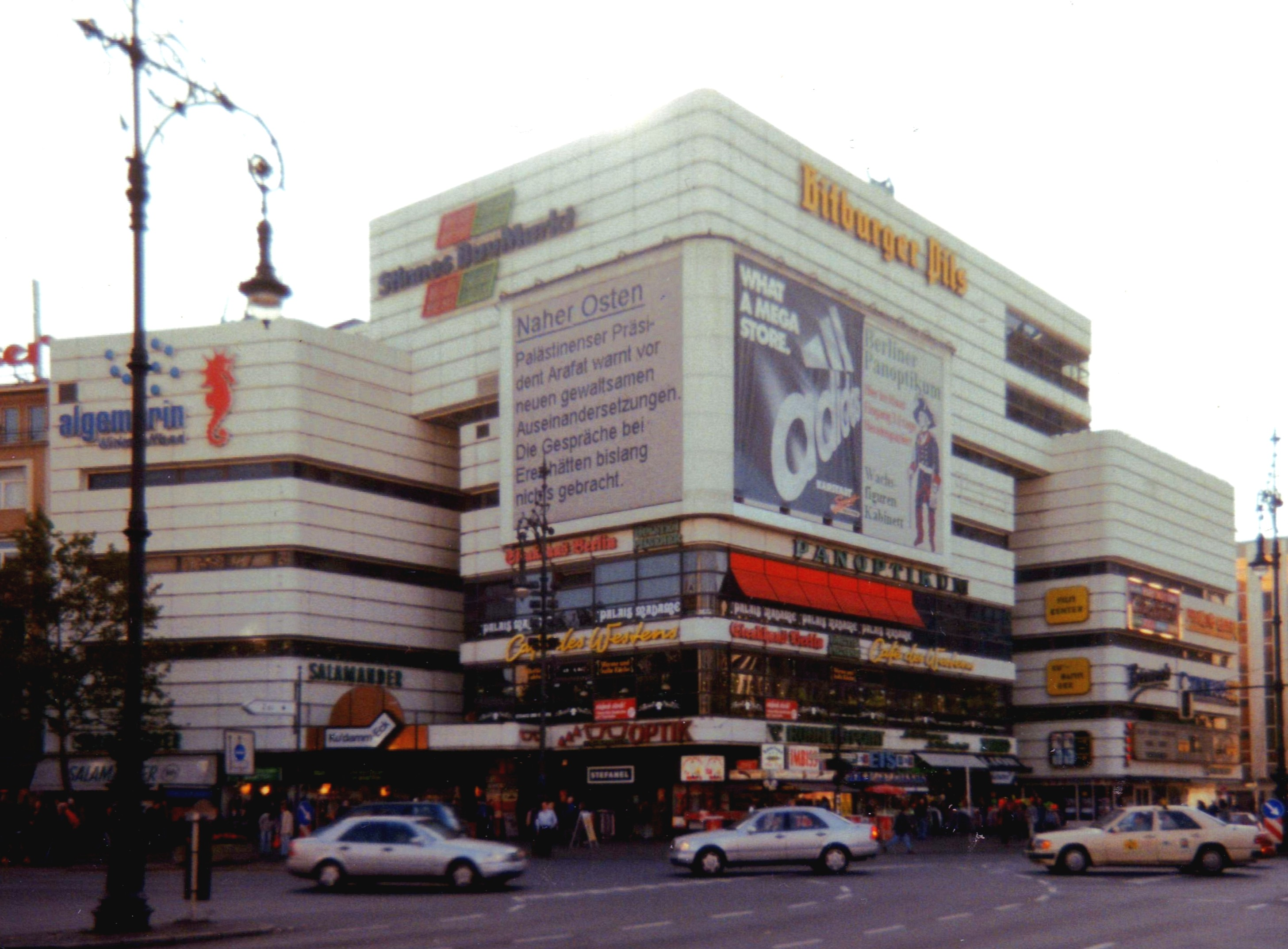
Altes Ku’damm-Eck mit Avnet Bildwand (1996)

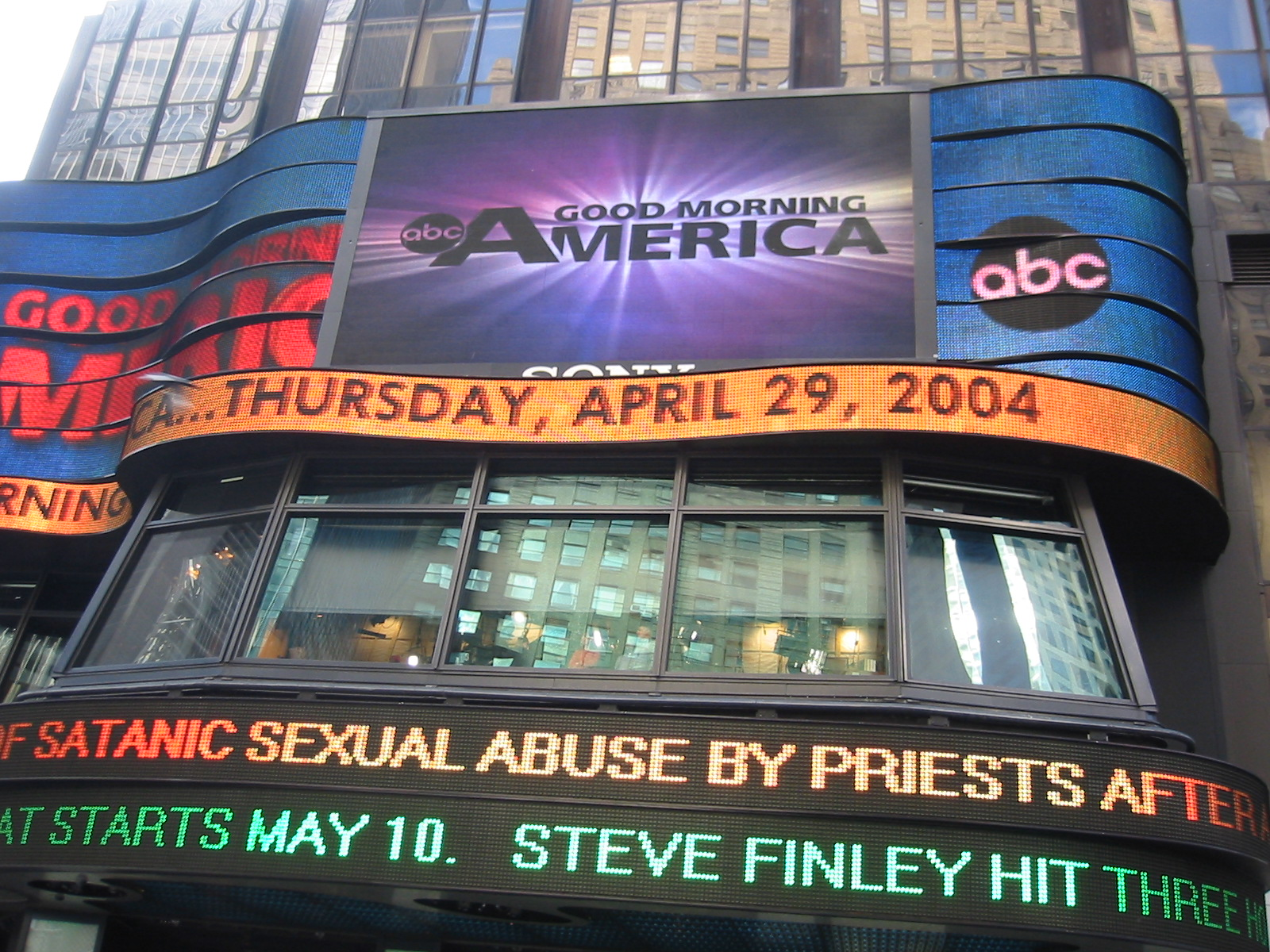
ABC Supersign, One Times Square (2004)

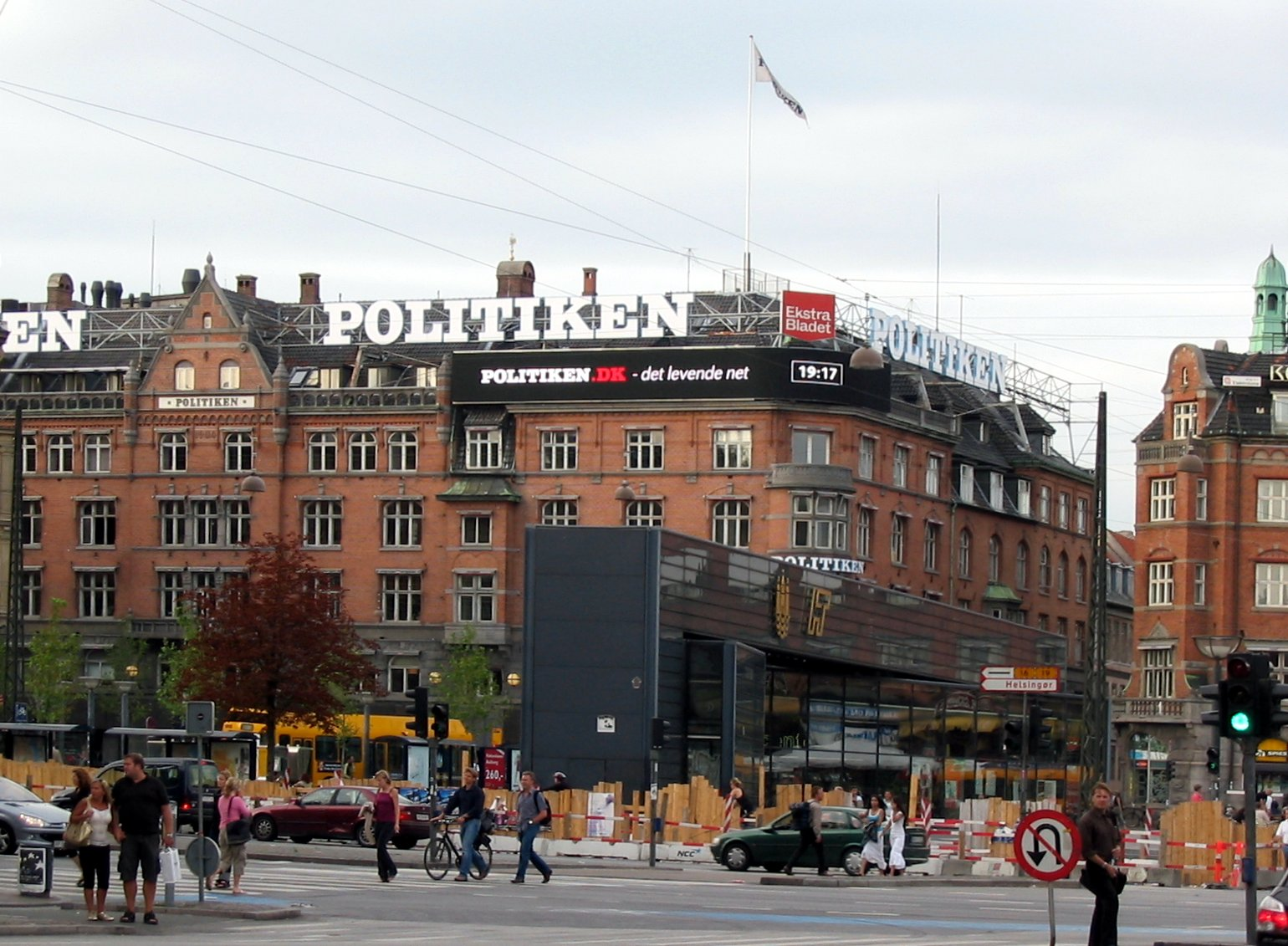
Politikens Hus in Kopenhagen mit moderner Anlage (2006)

Eine Wanderschriftanlage ist eine Sonderform der Lichtwerbung, die in den 1920er Jahren eine Blütezeit erlebte.

## Geschichte
Mit der stürmischen Entwicklung der Elektrotechnik Anfang des 20. Jahrhunderts etablierte sich die Lichtwerbung in den Zentren der expandierenden Städte. In den USA verbreiteten sich ab 1910  elektromechanische Anzeigetafeln für den Spielstand von Baseballspielen, die über Telegrafie angesteuert wurden.  Bereits vor dem Ersten Weltkrieg waren auch Glühlampentableaus in Gebrauch, so etwa das Nokes Electrascore mit 1500 Lampen.
Nach einer Unterbrechung durch die kriegsbedingte Energierationierung erreichte animierte Lichtwerbung in der Elektropolis der Goldenen Zwanziger einen technisch-ästhetischen Höhepunkt mit Leuchtröhren und Wanderschriftanlagen.
Die Anlagen wurden vornehmlich von Zeitungsverlagen in Auftrag gegeben: als Anwendungsgebiet kamen folglich neben Sportergebnissen Kurznachrichten, Kleinanzeigen, Werbung und Börsenticker in Betracht.
Großstädtische Plätze und Bahnhöfe mit ihrer hohen Publikumsfluktuation waren bevorzugte Aufstellorte.
Gegen Ende der 1920er Jahre ermittelten Werbepsychologen jedoch, dass die Aufmerksamkeit von Passanten nur über eine kurze Zeit gefesselt werden konnte; zum Lesen der angezeigten Texte hätten sie u. U. jedoch stehen bleiben müssen, was durch Gewöhnung zunehmend unterblieb. Da die Unterhaltskosten der Anlagen beträchtlich waren, wurde von Neuinstallationen Abstand genommen.
Als spätes Beispiel dieser großstädtischen Kommunikationsform ist noch die Avnet Bildwand (1988–1995) am Kurfürstendamm zu nennen, die aus computergesteuert drehbaren Würfeln bestand. Seit 1978 entwickelte Mitsubishi Electric farbvideotaugliche Großbildanzeigen aus miniaturisierten Kathodenstrahlröhren, ferner wurde das Einsatzgebiet durch spezielle Plasmabildschirme abgedeckt.
In der Tradition der Wanderschriftanlagen stehen moderne Medienfassaden, so etwa die Installation aus 40.000 LEDs auf rund 7.000 Quadratmetern am Wiener Uniqa Tower (2004). Während diese Anlage durchaus noch als Lichtwerbung betrachtet werden kann, tritt hier jedoch die Information zugunsten der rein dekorativen Lichtkunst in den Hintergrund.

## Bauformen und Technologie
Erste Versuche wurden mit bedruckten oder bemalten Transparenten durchgeführt, die vor einem hinterleuchteten Fenster abgewickelt wurden. Nach dem Ersten Weltkrieg wurden zunächst Universalleuchtfelder entwickelt. Diese verwendeten 16 E27 und 10 E14 Glühlampen zur Darstellung eines einzelnen Buchstabens, dabei war bereits eine zeichenweise Animation möglich.
Gleichzeitig wurden die Glühlampentableaus, bei denen es sich typologisch bereits um eine Frühform des Punktmatrixdisplays handelt, in Zeilenformaten von typischerweise 10x1000–2000 Lampen angeordnet. Die einzelnen Lampen waren zur Vermeidung von Überstrahlungen durch Aluminiumtrichter bzw. Streifen getrennt.
Zur Textdarstellung wurden Prägebuchstaben (Typenklötze) zu Endlosbändern aneinandergereiht; diese wurden unter Federkontakten hindurchgezogen, die den Stromkreis der korrespondierenden Lampe schlossen, sobald sie durch die Kontur eines Buchstabens angehoben wurden. Im Gesamtbild ergibt das sequenzielle An- und Abschalten aufgrund des Phi-Phänomens den Eindruck einer Laufschrift.
Höhere Betriebssicherheit wiesen Anlagen auf, die ein gestanztes Lochband, ähnlich dem der Druckluftsteuerung der damals weit verbreiteten Pianolas, verwendeten, wobei die Federkontakte in ein Quecksilberbad eintauchten. Als Vorzug beider Systeme wurde hervorgehoben, dass kurzfristige Textänderungen auch ohne Unterbrechung der Vorführung möglich waren. Später wurde für die Ansteuerung auf Relais, Steckfelder und Schrittschaltwerke aus der Vermittlungstechnik zurückgegriffen. Die hohe Ausfallquote der Glühlampen bedingte jedoch bei allen Varianten einen beträchtlichen Wartungsaufwand, zumal die Anlagen oft in großer Höhe der Witterung ausgesetzt waren.
Seit den 1940er Jahren bestand die Möglichkeit der elektronischen Ansteuerung durch Schieberegister aus Thyratrons.
Kleinere Anlagen wurden für die Aufstellung in Schaufenstern entwickelt. Sie werden auch heute noch produziert, die Punktmatrix wird nun mittels LED-Zeilen realisiert; die Steuerung mit Triacs.

## Ausgewählte Installationen
- 1925 wurde in Seidel's Reklame über Installationen der Deutschen Wanderschrift GmbH in Leipzig und Berlin berichtet.[3] Das Unternehmen betrieb in Berlin Anlagen am Potsdamer Platz, Nollendorfplatz, Alexanderplatz, Kurfürstendamm und der Friedrichstrasse[4]; es wurde jedoch bereits 1928 wieder liquidiert.
- Von 1925 bis 1934 betrieb Citroën am Eiffelturm die größte Lichtwerbeinstallation der Welt. Der Ingenieur Fernand Jacopozzi konzipierte eine animierte Illumination mit mehr als 250.000 Philips-Spezialglühbirnen in sechs verschiedenen Farben, die von 20 Anlagen gesteuert wurde. Zur Stromversorgung wurde am Fuß des Eiffelturms ein eigenes Umspannwerk errichtet.[5]
- Eine Lichtreklame mit Wanderschrift der AEG wurde 1926 am Hauptportal des Messegebäudes in Basel gezeigt[6]
- 1926 wurde eine weitere Wanderschriftanlage auf dem Dach des  Wiener Dianabades und ein Wechselschrift-Apparat 23 auf dem Hapag-Haus an der Ecke Oper/Kärntner Straße montiert.
- Im November 1926 wurde am Politikens Hus der Tageszeitung Politiken, Rådhuspladsen 37 in Kopenhagen durch die Nordisk Elektrisk Aparatfabrik die besonders schnelle und betriebssichere Anlage Meteor mit 9*146 Glühbirnen eingerichtet.
- Im November 1928 wurde am Verlagsgebäude der New York Times, One Times Square in Manhattan das Motograph News Bulletin, auch genannt Zipper mit 14,800 Glühbirnen installiert.[7]
- 1927 besaß der Berliner Funkturm eine Werbeanlage mit 4000 Birnen, die bereits 1935 bei einem Brand zerstört wurde[8]
- Bereits vor 1927 war an der Fassade über dem Café Josty am Potsdamer Platz eine Anlage mit drei Zeilen zu 15 Zeichen in Betrieb, die 1927 auf Wanderschrift umgestellt wurde.[9]
- Im Oktober 1930 wurde von der norwegischen Tageszeitung Aftenposten das Aftensposten Lysavis anlässlich der Stortingsvalget eingerichtet; das Lysavis befand sich an der Østbanestasjonen in Oslo.
- Vielbeachteten Einsatz zu Propagandazwecken fand die Technologie zur Zeit des Kalten Krieges, als am 10. Oktober 1950 von West-Berliner Zeitungsverlagen eine Leuchtschriftanlage an der Berliner Mauer am Potsdamer Platz in Betrieb genommen wurde. Eine ähnliche Anlage der Gegenseite wurde kurz darauf am Hause des Landesvorstandes Groß-Berlin der SED installiert.[10][11] Drei weitere solcher Anlagen, mit der man aktuelle Schlagzeilen sowie Informationen über die Lage in der DDR in Richtung Ost-Berlin strahlte, befanden sich am GSW-Hochhaus in der Kochstraße, auf dem Dach der Rudolf-Wissell-Grundschule in Gesundbrunnen und auf der Erhebung Dörferblick in Rudow. Von Oktober 1963 bis zu ihrem Abbau 1974 wurden sie vom Studio am Stacheldraht (SaS) betrieben.
- Zum 15. Geburtstag der DDR 1964 baute eine Arbeitsgemeinschaft der Jungen Pioniere in Plauen (Vogtland) gemeinsam mit Arbeitern, Wissenschaftlern, Ingenieuren und Technikern aus Plauener Betrieben eine Elektro-Laufschriftanlage, die vor dem Stadttheater aufgestellt wurde. Daneben gab es in Berlin, Leipzig und Erfurt derartige Anlagen.[12]
- 1967 nahm eine elektronische volltransistorisierte Laufschriftanlage am seinerzeitigen Leipziger Karl-Marx-Platz den Probebetrieb auf. Vom Dach des VEB Chemieingenieurbau werden von der Frühjahrsmesse an 80 Zentimeter hohe Buchstaben leuchten und über eine 20 Meter lange Fläche laufen, die aus 1050 Glühlampen mit insgesamt 26.000 Watt besteht. Diese elektronische Laufschrift, es ist die erste in den sozialistischen Ländern, kann Informationen von beliebiger Länge ohne Unterbrechung ausstrahlen. Die bisher üblichen Anlagen konnten nur ein vorher festgelegtes Programm bringen.[13]
- Von 1988 bis 1990 befand sich am alten Berliner Ku’damm-Eck die weltgrößte Wandzeitung, eine 270 m² große Lichtraster-Werbefläche, die in der Tradition der klassischen Installationen stand und eine Frühform heutiger Multimedia-Großdisplays darstellte. Die Anzeige wurde von über 100.000 drehbar gelagerten Kunststoffwürfeln erzeugt. Die Würfel hatten eine Kantenlänge von 5 cm mit einer roten, grünen, blauen und weißen Seite. Betreiber der computergesteuerten Wandzeitung war die Gruner & Jahr-Tochtergesellschaft Avnet Bildwand GmbH. Die Nachrichten wurden vom Redaktionsteam in Hamburg zusammengestellt und per Modem an den Steuercomputer in Berlin übertragen. Im Neun-Sekunden-Wechsel wurden Nachrichten, Werbung, Kunst sowie persönliche Grußbotschaften ausgestrahlt. Am 8. Juli 1990 feierten Fußballfans auf dem Kudamm den Sieg über Argentinien im Endspiels der Fußballweltmeisterschaft. Dabei blieb eine Leuchtrakete zwischen zwei Würfeln der Wand stecken; das Feuer zerstörte die Bilderwand teilweise.[14][15][16]
- Dresden Hauptbahnhof, Richtung Prager Straße zeigend gab es ab Mitte der 70er-Jahre eine Anlage von ca. 1,20 m Höhe und 60 m Länge, die über einen KC 85 Computer gesteuert wurde.
- Von 1979 bis 2008 war im Dresdner DDV-Stadion eine computergesteuerte Spielstandsanzeige mit 4300 Glühbirnen auf 6 Zeilen zu 20 Zeichen in Betrieb, die auch eine Laufschriftanzeige ermöglichte[17]
- In Graz betrieb die Kleine Zeitung eine noch mit Quecksilber kontaktierte Glühlampen-Laufschrift nahe einem Dachfirst im Westen des Jakominiplatzes bis etwa 1995/2000 und ab etwa 2010/2015 in LEDs am Portal des neuen Styria-Centers. Der etwa 2005 errichtete zylindrische Tower des Flughafens Graz weist eine weiße langsam 360°-rundumlaufende Laufschrift auf.